# 柿の実色した水曜日/青空
「柿の実色した水曜日/青空」（かきのみいろしたすいようび/あおぞら）は、ふきのとうの14枚目のシングル楽曲。1979年7月21日にCBSソニーよりリリース。

## 解説
ふきのとうのシングルとしては初めて両A面シングルとしてリリースされ、7枚目のアルバム『人生・春・横断』からのシングルカット作品である。
「青空」は後に、セルフカバーアルバム『ever last』にてリメイクされた。

## 収録曲

### Side A
1. 柿の実色した水曜日（3分37秒）
  - 作詞・作曲:山木康世／編曲:瀬尾一三

### Side B
1. 青空（5分18秒）
  - 作詞・作曲:細坪基佳／編曲:瀬尾一三